# Beauftragter für Erziehung und Ausbildung des Generalinspekteurs der Bundeswehr
Der Beauftragte für Erziehung und Ausbildung des Generalinspekteurs der Bundeswehr (BEAGenInsp, kurz BEA) ist ein vom Generalinspekteur der Bundeswehr beauftragter General, dessen Aufgabe die Beobachtung von Erziehung, Ausbildung und Innerer Führung in den deutschen Streitkräften ist.

## Geschichte
Der Dienstbereich des Beauftragten wurde am 21. März 1970 durch den „Blankeneser Erlass“ angeregt und zum 1. August 1970 im Bundesministerium der Verteidigung (BMVg) eingerichtet. Von 1971 bis 1973 wurde der Aufgabenbereich um das „Neue Bildungs und Ausbildungskonzept“ erweitert. Von September 1974 bis Juni 1987 war der Beauftragte zugleich Stabsabteilungsleiter I (Innere Führung, Personal, Ausbildung) im neu gegründeten Führungsstab der Streitkräfte (FüS I). Am 9. September 1984 erhält sein Stellvertreter erstmals den Auftrag zu unterstützenden Beobachtungsbesuchen in der Truppe. Zum 30. Juni 1987 wurden die Posten des Beauftragten und des Stabsabteilungsleiters I wieder getrennt. Um die Arbeit mit den Reservisten der Bundeswehr zu verbessern wurde zum 1. Juli 1987 der Umfang des Beauftragtenpostens um die Funktion des Stellvertreters des Beauftragten für Reserveangelegenheiten (StvBResAngel) erweitert. Diese neue Funktion geht jedoch knapp ein Jahr später, im Oktober 1988, wieder auf den Stabsabteilungsleiter I über. 1993 wird der bisher zivile Referentendienstposten in einen militärischen umgewandelt. Nach einer kurzen räumlichen Trennung 2000 erfolgte 2003 die Wiedereingliederung in das BMVg. 2005 zog der BEAGenInsp nach Berlin um.
Seine auf Truppenbesuchen basierende, unmittelbare Berichterstattung gegenüber dem Generalinspekteur ist wesentliche Grundlage für die Beurteilung der inneren Lage in der Bundeswehr sowie für die Fortentwicklung der Inneren Führung. Zur Erfüllung seiner Aufgaben steht ihm ein ständiger Vertreter, der Stellvertretende Beauftragte für Erziehung und Ausbildung des Generalinspekteurs der Bundeswehr zur Seite. Der Dienstposten des BEAGenInsp gehört zum sogenannten „Aufgabenverbund Innere Führung“, der seit Anfang der 1980er-Jahre im Auftrag des Bundesministeriums der Verteidigung Themen zur Inneren Führung erarbeitet.
Mit der Umgliederung des Ministeriums zum 1. April 2013 wurde der Dienstposten des BEAGenInsp ausgegliedert und ist seither beim Zentrum Innere Führung (ZInFü) in Koblenz angesiedelt. Der Dienstposteninhaber ist gleichzeitig stellvertretender Kommandeur des ZInFü.

## Name
- 1970: Beauftragter für Erziehung und Bildung beim Generalinspekteur der Bundeswehr (BEBGenInsp)
- 1978: Beauftragter für Erziehung und Ausbildung beim Generalinspekteur der Bundeswehr (BEAGenInsp)
- 2005: Beauftragter für Erziehung und Ausbildung des Generalinspekteurs der Bundeswehr (BEAGenInsp)

## Liste der Beauftragten
| Nr. | Name                                            | Bild | Beginn der Berufung | Ende der Berufung  |
| --- | ----------------------------------------------- | ---- | ------------------- | ------------------ |
| 18  | Brigadegeneral Matthias Lau (Heer)              |      | April 2024          | –                  |
| 17  | Brigadegeneral Robert Sieger (Heer)             |      | 7. April 2019       | April 2024         |
| 16  | Brigadegeneral Wolfgang Richter (Heer)          |      | 1. Oktober 2015     | 7. April 2019      |
| 15  | Brigadegeneral Volker Barth (Heer)              |      | 1. Mai 2013         | 30. September 2015 |
| 14  | Brigadegeneral Christof Munzlinger (Heer)       |      | 1. Februar 2008     | 31. Januar 2013    |
| 13  | Brigadegeneral Dieter Naskrent (Luftwaffe)      |      | 1. Juni 2006        | 31. Januar 2008    |
| 12  | Brigadegeneral Alois Bach (Heer)                |      | 1. September 2002   | 31. Mai 2006       |
| 11  | Brigadegeneral Dieter Löchel (Heer)             |      | 1. Oktober 1999     | 31. August 2002    |
| 10  | Brigadegeneral Hans-Georg Atzinger (Heer)       |      | 1. Oktober 1995     | 30. September 1999 |
| 9   | Flottillenadmiral Klaus-Dieter Sievert (Marine) |      | 3. Oktober 1990     | 30. September 1995 |
| 8   | Brigadegeneral Ekkehard Richter (Heer)          |      | 1. Juli 1987        | 2. Oktober 1990    |
| 7   | Brigadegeneral Werner von Scheven (Heer)        |      | 1. April 1985       | 30. Juni 1987      |
| 6   | Brigadegeneral Dietrich Genschel (Heer)         |      | 1. Oktober 1982     | 31. März 1985      |
| 5   | Brigadegeneral Frank Schild (Heer)              |      | 1. April 1980       | 30. September 1982 |
| 4   | Brigadegeneral Gerhard Wachter (Heer)           |      | 1. Oktober 1977     | 31. März 1980      |
| 3   | Brigadegeneral Hubert Bung (Luftwaffe)          |      | 1. Oktober 1976     | 30. September 1977 |
| 2   | Flottillenadmiral Günter Fiebig (Marine)        |      | 1. Oktober 1974     | 30. September 1976 |
| 1   | Generalmajor Karl Hermann Friedrich (Luftwaffe) |      | 1. August 1970      | 30. September 1974 |